# Schizachyrium yangambiense
Schizachyrium yangambiense là một loài thực vật có hoa trong họ Hòa thảo. Loài này được Germ. miêu tả khoa học đầu tiên năm 1952.